# Ospizio della Certosa di Pavia
L'ospizio o grangia della Certosa di Pavia, posto a Vigano Certosino, è un complesso architettonico che tra il XV e il XVIII secolo ha ospitato i monaci della Certosa di Pavia; qui essi amministravano vaste proprietà agricole da cui traevano parte dei loro profitti.
In precedenza era stato un castello trasferito il 21 ottobre 1378 da Gian Galeazzo Visconti al condottiero Jacopo Dal Verme; ripreso, a seguito di uno scambio, dal duca di Milano, il 30 giugno 1400 fu donato al monastero della Certosa di Pavia. Soppressi i certosini (1782), l'ospizio fu venduto a privati che si sono succeduti fino ai giorni nostri. Oggi è abitato da un gruppo di famiglie ed è sede di un'associazione.